# Euphractus nationi
El armadillo peludo de la puna, peludo del altiplano, quirquincho de la puna o gualacate (Euphractus nationi) es una especie de mamífero cingulado de la familia Dasypodidae propia de Sudamérica.  Es endémica de Argentina, Bolivia, Chile y del Perú. Su cuerpo es usualmente gris amarillento, a veces manchado con pardo rojizo leve. Se lo halla por encima de los 2600 m s. n. m. Su caparazón es aplanada,  con pelos implantados entre las bandas de ésta; con grandes orejas, trompa nasal con pequeñas placas óseas, extremidades anteriores con grandes garras en sus cuatro dedos.
Es un mamífero solitario, terrestre, de muchos hábitats de la Puna.  Es omnívoro, alimentándose de una amplia gama de materia vegetal y animal. Se protege y habita en cuevas. Al contrario de la mayoría de las especies de armadillo, el amarillo es diurno más que nocturno.